# Elvis Tsui
 (juin 2024).
Si vous disposez d'ouvrages ou d'articles de référence ou si vous connaissez des sites web de qualité traitant du thème abordé ici, merci de compléter l'article en donnant les références utiles à sa vérifiabilité et en les liant à la section « Notes et références ».
Elvis Tsui, de son vrai nom Tsui Kam-kong (徐錦江, né le 12 octobre 1961), est un acteur chinois dont la carrière s'est entièrement déroulée à Hong Kong. Il est principalement connu pour ses rôles dans des films d'arts martiaux et érotiques dans lesquels il tient souvent le rôle de méchant. Parmi les personnages célèbres qu'il a interprété à plusieurs reprises se trouvent Oboi, Lu Zhishen (en) ou encore An Lushan.

## Biographie
Tsui est diplômé en arts de l'académie des beaux-arts de Canton où il suit les cours de l'artiste-peintre Guan Shanyue[réf. nécessaire]. En 1982, il se rend à Hong Kong pour débuter une carrière d'artiste, et exerce divers métiers, notamment photographe, mannequin et chanteur de discothèque.
En 1987, Tsui rencontre le réalisateur Johnny Mak (zh) qui lui propose de jouer dans Long Arm of the Law 2. En raison de sa forte carrure, il enchaîne ensuite les rôles d'antagoniste et de méchant dans de nombreux films et séries télévisées[réf. nécessaire]. Il joue également dans des films érotiques de catégorie III (interdits aux moins de 18 ans), tels que la série des Sex and Zen ou Viva Erotica (1996), qui lui vaut une nomination au prix de meilleur acteur dans un second rôle lors de la 16e cérémonie des Hong Kong Film Awards.
Tsui s'est récemment essayé au cinéma en Chine continentale et travaille actuellement avec le réalisateur Wong Jing[réf. nécessaire].

## Filmographie

### Cinéma
| Année | Titre                                            | Titre chinois                | Rôle                        | Notes    |
| ----- | ------------------------------------------------ | ---------------------------- | --------------------------- | -------- |
| 1983  | The Lady is the Boss                             | 掌門人                       |                             |          |
| 1983  | Shaolin Prince                                   | 少林傳人                     | Moine Wuren                 |          |
| 1983  | Holy Flame of the Martial World                  | 武林聖火令                   |                             |          |
| 1983  | Shaolin Intruders                                | 三闖少林                     | Shaolin Jingang             |          |
| 1983  | Health Warning                                   | 打擂台                       | Grand combattant skinhead   |          |
| 1983  | Shaolin contre Wu Tong                           | 少林與武當                   | Abbé shaolin                |          |
| 1983  | The Boxer's Omen                                 | 魔                           | Abbé Qingzhao               |          |
| 1983  | The Enchantress                                  | 妖魂                         | Frère de Yun Feiyang        |          |
| 1984  | The Hidden Power of the Dragon Sabre             | 魔殿屠龍                     | Weizhen                     |          |
| 1984  | Return of the Bastard Swordsman                  | 布衣神相                     | Chef de la secte Diancang   |          |
| 1984  | Wits of the Brats                                | 南斗官三鬥北少爺             |                             |          |
| 1984  | Lust from Love of a Chinese Courtesan            | 愛奴新傳                     | Client du bordel            |          |
| 1984  | My Darling Genie                                 | 我愛神仙遮                   | Homme de main de Ren        |          |
| 1984  | Opium and the Kung-Fu Master                     | 洪拳大師                     | Voyou                       |          |
| 1984  | New Tales of the Flying Fox                      | 新飛狐外傳                   |                             |          |
| 1985  | The Master Strikes Back                          | 教頭發威                     | Soldat                      |          |
| 1985  | Girl with the Diamond Slipper                    | 摩登仙履奇緣                 | Prisonnier en veste de cuir |          |
| 1985  | It's a Drink! It's a Bomb!                       | 聖誕奇遇結良緣               | Grand tueur japonais        |          |
| 1985  | The Flying Mr. B                                 | 鬼馬飛人                     | Étranger                    |          |
| 1985  | Let's Make Laugh 2                               | 再見七日情                   | Homme de main de John       |          |
| 1985  | Crazy Shaolin Disciples                          | 弟子也瘋狂                   | Moine chauve                |          |
| 1985  | The Man is Dangerous                             | 山東狂人                     |                             |          |
| 1986  | Chocolate Inspector                              | 神探朱古力                   | Trafiquant d'enfants        |          |
| 1986  | The Seventh Curse                                | 原振俠與衛斯理               | Aquala                      |          |
| 1987  | City on Fire                                     | 龍虎風雲                     | Chan Kam-wah                |          |
| 1987  | Long Arm of the Law 2                            | 省港旗兵續集兵分兩路         | Li Heung-tung               |          |
| 1987  | Tragic Hero                                      | 英雄好漢                     | Homme de main de Yung       |          |
| 1987  | Born to Gamble                                   | 爛賭英雄                     | Nouveau petit ami de Winnie |          |
| 1987  | Histoire de fantômes chinois                     | 倩女幽魂                     | Chyun Cheung                |          |
| 1988  | Moon, Star, Sun                                  | 月亮 星星 太陽               |                             | caméo    |
| 1988  | Gunmen                                           | 天羅地網                     | Superintendant              |          |
| 1988  | Double Crossed                                   | 通天拍檔                     |                             |          |
| 1989  | Long Arm of the Law Part 3                       | 省港旗兵第三集               | Mao Heung-yeung             |          |
| 1989  | The Iceman Cometh                                | 急凍奇俠                     | Scientifique                |          |
| 1989  | Sentenced to Hang                                | 三狼奇案                     | Tang Chi-king               |          |
| 1990  | Underground Express                              | 省港旗兵第四集地下通道       | Wong Bing                   |          |
| 1991  | Le Parrain de Hong Kong                          | 跛豪                         | Idiot/Chi                   |          |
| 1991  | Prison on Fire 2                                 | 監獄風雲II逃犯               | Gardien en chef Zau         |          |
| 1991  | Sex and Zen                                      | 玉蒲團之偷情寶鑑             | Wong Chut                   |          |
| 1992  | Royal Tramp                                      | 鹿鼎記                       | Oboi                        |          |
| 1992  | The Shootout                                     | 危險情人                     | Han                         |          |
| 1992  | Lover's Tear                                     | 誓不忘情                     | Lin Wei                     |          |
| 1992  | Dragon Gate Inn                                  | 新龍門客棧                   |                             |          |
| 1993  | Lord of East China Sea                           | 歲月風雲之上海皇帝           | Yuen Siu-kwan               |          |
| 1993  | Butterfly and Sword                              | 新流星蝴蝶劍                 | Suen Yuk-pa                 |          |
| 1993  | All Men Are Brothers: Blood of the Leopard       | 水滸傳之英雄本色             | Lu Zhishen                  |          |
| 1993  | Lord of East China Sea 2                         | 上海皇帝之雄霸天下           | Yuen Siu-kwan               |          |
| 1993  | The Sword Stained with Royal Blood               | 新碧血劍                     | Premier maître Wan          |          |
| 1993  | Le Poison et l'Épée                              | 飛狐外傳                     | Fung Nam-tin                |          |
| 1994  | L'Arnaqueur de Hong Kong                         | 賭神2                        | Kok Ching-chung             |          |
| 1994  | Ancient Chinese Whorehouse                       | 青樓十二房                   |                             | caméo    |
| 1994  | The Three Swordsmen                              | 刀劍笑                       | Wham Dao                    |          |
| 1994  | The Lovers                                       | 梁祝                         | Père de Zhu Yingtai         |          |
| 1994  | Fatal Obsession                                  | 入魔                         |                             |          |
| 1994  | The Great Conqueror's Concubine                  | 西楚霸王                     | Zhongli Mo                  |          |
| 1994  | A Chinese Torture Chamber Story                  | 滿清十大酷刑                 | Win Chung-lung              |          |
| 1994  | Hail the Judge                                   | 九品芝麻官白面包青天         | Panthère                    |          |
| 1994  | Girls Unbutton                                   | 不扣鈕的女孩                 | Lung Mao                    |          |
| 1994  | Deadful Melody                                   | 六指琴魔                     | Tung-fong Pak               |          |
| 1994  | Wonder Seven                                     | 7金剛                        | Entraîneur                  |          |
| 1994  | 1941 Hong Kong on Fire                           | 香港淪陷                     |                             |          |
| 1994  | Law on the Brink                                 | 流氓律師                     |                             |          |
| 1994  | Give and Take                                    | 正乞兒!!                     | Werewolf                    |          |
| 1995  | Full Throttle                                    | 烈火戰車                     | Lao Gui                     |          |
| 1995  | Trilogy of Lust 2                                | 血戀II                       | Philip Chen                 |          |
| 1995  | Sixty Million Dollar Man                         | 百變星君                     | Professeur Chang Sze        |          |
| 1995  | Ten Brothers                                     | 十兄弟                       | Général Hu                  |          |
| 1995  | The Eternal Evil of Asia                         | 南洋十大邪術                 | Ah-kong                     |          |
| 1995  | 01:00 a.m.                                       | 夜半一點鐘                   | Ah-ming                     |          |
| 1995  | Spike Drink Gang                                 | 迷魂黨                       | Boucher                     |          |
| 1995  | The Meaning of Life                              | 搶閘媽咪                     |                             |          |
| 1995  | China Dragon                                     | 中國龍                       | Chef de gang à Hawaï        |          |
| 1996  | The Hero of Swallow                              | 神偷燕子李三                 | Hung Lai-fu                 |          |
| 1996  | Till Death Do Us Laugh                           | 怪談協會                     | Père Chui                   |          |
| 1996  | Viva Erotica                                     | 色情男女                     |                             |          |
| 1996  | Yu Pui Tsuen 3                                   | 大內密探之靈靈性性           |                             |          |
| 1996  | Street Angels                                    | 紅燈區                       | Moro                        |          |
| 1996  | Devil's Woman                                    | 南洋第一邪降                 | Lam Kwok-kong               |          |
| 1996  | Hong Kong Show Girl                              | 癲馬女郎之一夜情             | Daai Hing                   |          |
| 1996  | Dangerous Duty                                   | 危險任務                     | Assassin au bonnet noir     |          |
| 1996  | Another Chinese Cop                              | 中國Ｏ記之血腥情人           | Wa-keung                    |          |
| 1996  | Dragon in Shaolin                                | 龍在少林                     | Fung                        |          |
| 1996  | Twinkle Twinkle Lucky Star                       | 運財智叻星                   | Dieu des marieurs           |          |
| 1996  | Growing Up                                       | 人細鬼大                     | Professeur Xu               |          |
| 1996  | Les Dieux du jeu 3 : Les débuts                  | 賭神3之少年賭神              | Lau Tai-chin                |          |
| 1996  | Street of Fury                                   | 龍虎砵蘭街                   | Chuen Wong                  |          |
| 1996  | Sex and Zen 2                                    | 玉蒲團II玉女心經             | Sai Moon-kin                |          |
| 1996  | Bloody Friday                                    | 血腥Friday                   | Capitaine de police         |          |
| 1997  | Chinese Midnight Express                         | 黑獄斷腸歌之砌生豬肉         | Sam-chek-keuk               |          |
| 1997  | Erotic Ghost Story - Perfect Match               | 聊齋艷譚之幽媾               | Moine bavard                |          |
| 1997  | Too Many Ways To Be No. 1                        | 一個字頭的誕生               |                             |          |
| 1997  | The Fruit Is Swelling                            | 蜜桃成熟時1997               | Chiu Siu-fun                |          |
| 1997  | 02:00 A.M.                                       | 夜半2點鐘                    | Kau/Lung                    |          |
| 1997  | Emperor in Lust                                  | 皇帝也風流                   | Empereur Wong               |          |
| 1997  | Romance of the West Chamber                      | 西廂艷譚                     | Moine Faben                 |          |
| 1997  | Midnight Zone                                    | 迴轉壽屍                     | Ah-yan                      |          |
| 1997  | The Hitman Chronicles: Jing Ke                   | 大刺客—荊軻                  | Jing Ke                     | Téléfilm |
| 1998  | Chinese Erotic Ghost Story                       | 玉女聊齋                     | Lu Pan                      |          |
| 1998  | Exodus from Afar                                 | 色降II萬里驅魔               | Hsu Tai-chiang              |          |
| 1998  | Severely Rape                                    | 極度強姦                     | Jacky                       |          |
| 1998  | How to Get Rich by Fung Shui?                    | 行運秘笈                     |                             |          |
| 1998  | The Demon's Baby                                 | 猛鬼食人胎                   | Général Hsu                 |          |
| 1998  | Take Five                                        | 對不起，隊 妳                |                             |          |
| 1998  | Sex and Zen 3                                    | 玉蒲團III官人我要            | Sir Lui                     |          |
| 1998  | The Storm Riders                                 | 風雲─雄霸天下                | Épée louche                 |          |
| 1998  | Deadly Illusion                                  | 血仍是冷                     | Wolf                        |          |
| 1998  | Faces of Horror                                  | 面青青有排驚                 |                             |          |
| 1998  | Super Energetic Man                              | 戇豆豆追女仔                 | Capitaine Lorento           |          |
| 1998  | T.H.E. Professionals                             | 職業大賊                     |                             |          |
| 1999  | Hong Kong Spice Gals                             | 旺角靚妹仔                   |                             |          |
| 1999  | Indecent Woman                                   | 女色狼                       |                             |          |
| 1999  | Mysterious Story I: Please Come Back             | 怪異集之你回來吧!            |                             |          |
| 1999  | A Man Called Hero                                | 中華英雄                     | Bigot                       |          |
| 1999  | Body Weapon                                      | 原始武器                     | Officier Leung              |          |
| 1999  | Loving Girl                                      | 風流名妓蘇小小               |                             |          |
| 1999  | Lawrence of Mongolia                             | 大漠梟雄                     |                             |          |
| 1999  | Love in Blue                                     | 藍色情迷                     |                             |          |
| 1999  | Bewitched                                        | 小心女人                     | Propriétaire du bar         |          |
| 1999  | Water Margin: Heroes' Sex Stories                | 水滸傳之英雄好色             | Li Kui                      |          |
| 1999  | Wonton Love                                      | 蕩女痴男                     | Tien Lie-liang              |          |
| 1999  | Gambler Series: Fraudulent Culture               | 賭王千霸之光棍遇著無皮柴     |                             |          |
| 1999  | Tattooed She-Killer                              | 刺青女殺手                   |                             |          |
| 1999  | The Doctor in Spite of Himself                   | 醫神                         | Maire Hum Kut               |          |
| 1999  | Shui Hwu Legend                                  | 李逵傳奇                     |                             |          |
| 1999  | The Wanted Convict                               | AK47之天網                   |                             |          |
| 1999  | Love & Sex in Sung Dynasty                       | 宋朝風月                     |                             |          |
| 1999  | Gold Rush                                        | 追金行動                     |                             |          |
| 2000  | Hong Kong Pie                                    | 香港處男                     | Principal Tsui              |          |
| 2000  | The Teacher Without Chalk                        | 流氓師表                     | Principal                   |          |
| 2000  | Chinese Midnight Express II                      | 黑獄斷腸歌II：無期徒刑       | Gardien en chef             |          |
| 2000  | The Duel                                         | 決戰紫禁之巔                 | Moustache d'or              |          |
| 2000  | The Warning Time                                 | 鐵男本色                     |                             |          |
| 2000  | A Gifted Scholar and a Pretty Girl               | 風流才子俏佳人               |                             |          |
| 2000  | Back for Your Life                               | 索命                         |                             |          |
| 2001  | Sinful Confessions                               | 風流韻事                     |                             |          |
| 2001  | Moods of Love                                    | 風花雪月                     |                             |          |
| 2001  | Clueless                                         | 不解之謎                     | Kim                         |          |
| 2001  | Sex Medusa                                       | 獸性難馴                     | Cheung Yung-choi            |          |
| 2002  | Cafe Shop                                        | 茶餐廳十四號                 | Propriétaire du café        |          |
| 2002  | Starlets Sale                                    | 慾海星沉                     |                             |          |
| 2003  | A Jealous Sister                                 | 傷生兒                       | Cheung                      |          |
| 2003  | The Spy Dad                                      | 絕種鐵金剛                   | Lungyi                      |          |
| 2004  | Bodyguards                                       | 兩個保鑣                     | Chef Chiu Hung              |          |
| 2004  | Gun Affinity                                     | 槍緣                         | Junqiang                    |          |
| 2004  | The Secret in Zhou Dynasty                       | 大周秘案                     | Ding Junchen                |          |
| 2005  | Hydra                                            | 蛇界                         |                             |          |
| 2007  | Magazine Gap Road                                | 馬己仙峽道                   | Mao                         |          |
| 2011  | A Chinese Ghost Story                            | 倩女幽魂                     | Chef de village             |          |
| 2013  | The Grandmaster                                  | 一代宗師                     | Commissaire Xiong           |          |
| 2013  | An End to Killing                                | 止殺令                       | Yelü Chucai                 |          |
| 2014  | The Bat Night                                    |                              |                             |          |
| 2015  | Imprisoned: Survival Guide for Rich and Prodigal | 壹獄壹世界: 高登闊少踎監日記 |                             |          |

### Télévision
| Année | Titre                                 | Titre chinois      | Rôle             | Notes |
| ----- | ------------------------------------- | ------------------ | ---------------- | ----- |
| 1995  | Secret Battle of the Majesty          | 九王奪位           | Nian Gengyao     |       |
| 1995  | Justice Pao                           | 新包青天           | Chen Niu         |       |
| 1996  | Sun Tzu's Art of War                  | 孫子兵法           |                  |       |
| 1996  | ICAC Investigators 1996               | 廉政行動1996       | Lau Tai-pang     |       |
| 1997  | The Detective of Beijing              | 京都神探           |                  |       |
| 1997  | A Monk at Thirty                      | 一枝花和尚         | Lu Zhishen       |       |
| 1998  | Sequel to the Water Margin            | 水滸後傳之拭血問劍 | Lu Zhishen       |       |
| 1999  | Hero of the Times                     | 新方世玉           | Ao Tianwei       |       |
| 1999  | God of Food                           | 食神               |                  |       |
| 2000  | Lotus Lantern                         | 天地傳說之寶蓮燈   | Tian Lei         |       |
| 2000  | The Duke of Mount Deer                | 小寶與康熙         | Oboi             |       |
| 2000  | The Eight-Year-Old Prince             | 八歲龍爺鬧東京     | Liang Ji         |       |
| 2000  | A Family in Hong Kong                 | 香港一家人         |                  |       |
| 2000  | Dynasty Tong                          | 楊貴妃             | An Lushan        |       |
| 2001  | Jin Bohu                              | 金搏虎             |                  |       |
| 2001  | The Monk Ji Gong                      | 濟公傳奇           |                  |       |
| 2002  | The Legendary Siblings 2              | 絕世雙驕           | Chef Yu          |       |
| 2002  | Book and Sword, Gratitude and Revenge | 書劍恩仇錄         | Tuying           |       |
| 2002  | Silver Rat                            | 銀鼠               | Niu Dabizi       |       |
| 2003  | The Heaven Sword and Dragon Saber     | 倚天屠龍記         | Xie Xun          |       |
| 2003  | The Price of Glory                    |                    |                  |       |
| 2003  | The Four Detective Guards             | 四大名捕           | Liu Jiyan        |       |
| 2004  | Oriental Express Surprises            | 惊天东方号         |                  |       |
| 2004  | Thirteen Sons of Heaven Bridge        | 天橋十三郎         | Ai Daren         |       |
| 2004  | Heroes of Sui and Tang Dynasties      | 隋唐英雄傳         | Wang Xiao'er     |       |
| 2004  | Happy Piggy                           | 喜氣洋洋豬八戒     | Wufa Wutian      |       |
| 2004  | Assassinator Jing Ke                  | 荊軻傳奇           | Bai Qi           |       |
| 2005  | I Love Zhong Wuyan                    | 我愛鍾無艷         |                  |       |
| 2005  | Detective Story A.S.T.                | 偵探物語           |                  |       |
| 2005  | Chinese Paladin                       | 仙劍奇俠傳         | Shi Jie Ren      |       |
| 2005  | Devildom                              |                    |                  |       |
| 2005  | The Proud Twins                       | 小魚兒與花無缺     | E Tongtian       |       |
| 2005  | Junzi Haoqiu                          | 君子好逑           | Prince Jing      |       |
| 2005  | The Little Fairy                      | 天外飛仙           | Empereur de jade |       |
| 2006  | Magical Hands                         | 猜心妙手           | Hu Yidao         |       |
| 2007  | King Qian in Wuyue                    | 吳越錢王           | Dong Chang       |       |
| 2008  | Royal Tramp                           | 鹿鼎記             | Oboi             |       |
| 2008  | The Legend of the Condor Heroes       | 射鵰英雄傳         | Ouyang Feng      |       |
| 2010  | The Legend of Yang Guifei             | 楊貴妃秘史         | An Lushan        |       |
| 2011  | Journey to the West                   | 西遊記             | Sha Wujing       |       |
| 2011  | Give Me 5ive                          | 一屋住家人         |                  |       |
| 2012  | King's War                            | 楚漢傳奇           | Wei Bao          |       |
| 2013  | Fox Fairy                             | 狐仙               |                  |       |
| 2014  | The Four Scholars in Jiangnan         | 江南四大才子       | Zhu Chenhao      |       |
| 2014  | The Legend of Bubai Monk              | 布袋和尚新傳       | Éléphant blanc   |       |
| 2015  | The Last Emperor                      | 末代皇帝傳奇       | Zhang Xun        |       |

## Récompenses et nominations
| Année | #   | Prix                  | Catégorie                           | Film                                            | Issue      |
| ----- | --- | --------------------- | ----------------------------------- | ----------------------------------------------- | ---------- |
| 1994  | 13e | Hong Kong Film Awards | Meilleur acteur dans un second rôle | All Men Are Brothers: Blood of the Leopard (en) | Nomination |
| 1997  | 16e | Hong Kong Film Awards | Meilleur acteur dans un second rôle | Viva Erotica                                    | Nomination |